# СААБ (автомобилен производител)
 За компанията вижте СААБ (корпорация).  
SAAB Automobile е шведска автомобилостроителна компания, произвеждаща леки автомобили под марката SAAB. В началото на XXI век компанията няколко пъти сменя притежателите си, но финансовото ѝ положение само се влошава. Накрая, през декември 2011 г. тя банкрутира. През 2012 г. компанията е спасена от китайско-шведско-японската компания National Electric Vehicle Sweden (NEVS).
Основана е като поделение на шведската корпорация за производство на самолети „Svenska Aeroplan Aktiebolaget“ в Тролхетан, Швеция през 1945 г. Названието SAAB е рекурсивен акроним и се разшифрова като SAAB Automobil AktieBolaget (първоначално – като Svenska Aeroplan Aktiebolaget).
През 1946 г. е проектиран първият автомобил, Saab 92001 или Saab Exp. Vagn 001, наричан също Ursaaben.
На следващата година в серийно производство влиза моделът SAAB 92. Автомобилът е снабден с двуцилиндров двигател. До 1959 г. са произведени около 20 000 бройки. Същата година автомобилът печели състезанието Льо Ман. През 1968 г. шведската компания се обединява с друг шведски производител – Scania, и до 1995 г. промишлената група Saab-Scania AB заедно с производителя на товарните автомобили Scania-Vabis.
От 1978 г. до 1998 г. SAAB произвежда може би най-известния си модел 900. Със своя аеродинамичен дизайн моделът е продаден над милион пъти. Няколко години по-късно се появява и моделът SAAB 9000 – луксозен автомобил, съчетаващ качествата на 900. Автомобилът е проектиран съвместно с FIAT и използва обща платформа за моделите Alfa Romeo 164, Fiat Croma, Lancia Thema. В края на 80-те години компанията е закупена от General Motors под носа на италианския си конкурент. 9000 е заменен с модела SAAB 9-5, който е изграден на базата на Opel Vectra. Американският колос се опитва да направи съвместно производство на шведския производител с японската компания Subaru. В гамата на марката се появява моделът SAAB 9-3, по-малък от SAAB 9-5. Американците предвиждат SAAB 9-3 да се произвежда на базата на Subaru Imperza и в гамата на шведите да има още един нов модел – високопроходимият SAAB 9-6 на базата на Subaru Tribeca.
През 2009 г. General Motors продава компанията на друг шведски производител – Koenigsegg Group, но след два месеца сделката е прекратена. През януари 2010 г. GM продава компанията на нидерландската Spyker Cars. Въпреки това през 2012 г. компанията обявява фалит.
През юни 2012 г. администрацията по банкрута на Saab я продава на консорциума National Electric Vehicle Sweden (NEVS). В състава на консорциума влизат японската инвестиционна фирма Sun Investment, хонконгската компания за производство на силови установки за възобновяеми енергийни източници National Modern Energy Holdings, китайският автопроизводител China Youngman Automobile Group и няколко шведски акционери. Освен самата компании Saab, консорциумът NEVS придобива завода за производство на двигатели. Заводът за комплектуващи изделия и правата за производство на модела 9-5 остават при General Motors.
През юни 2016 г. NEVS обявява, че вече няма да използва търговската марка „Saab“, като новият автомобил с платформата на Saab 9-3 ще бъде пуснат в производство през 2017 г. под собствен бранд.
На 5 декември 2017 г. в новия завод на NEVS в Тянцзин започва производството на електромобилите NEVS 9-3.
На 6 ноември 2019 г. на аукциона Bilweb датчанинът Klaus Spaangaard купува последния автомобил SAAB за 465 хил. шведски крони.

## Автомобили
Модели
- Saab 92.001 - Ursaab
- Saab 92
- Saab 93
- Saab 94 - Sonett 1
- Saab 95
- Saab 96
- Saab 97 - Sonett II, Sonett III
- Saab 98
- Saab 99
- Saab 900
- Saab 9000
- Saab 9-3
- Saab 9-5
- Saab 9-2X
- Saab 9-4X
- Saab 9-7X

Прототипи и концепт-карове
- Saab Catherina
- Saab Quantum
- Saab EV-1
- Saab 9-X
- Saab 9-3X
- Saab 9-3 Sport Hatch Concept
- SKF Bertone Novanta
- Saab Aero-X
- Saab 9-4X BioPower
- Saab 9-X BioHybrid
- Saab 9-X Air